# IV. Phraatész pártus király
IV. Phraatész  (pártus nyelven: 𐭐𐭓𐭇𐭕 Frahāt) a Pártus Birodalom királya i. e. 37-től i. e. 2-ig.
Phraatész apja lemondása után került a trónra, utána állítólag meggyilkolta apját, valamint esetleges trónkövetelő fivéreit is. I. e. 36-ban a római Marcus Antonius hadjáratot indított országa ellen, de a pártusok ügyes manőverezéssel, a római sereg folyamatos zaklatásával elérték, hogy nagy veszteségekkel visszavonuljon. I. e. 30-ban az uralkodó dinasztia egy hercege, II. Tiridatész elűzte Phraatészt a trónjáról, de ő a nomád szkíták segítségével hamarosan visszatért. Tiridatész a rómaiakhoz menekült, túszként elrabolva Phraatész egyik fiát. Augustus római császár visszaadta a fiút, cserébe a carrhaei csatában zsákmányolt római hadijelvényekért. A fiúval érkezett a pártus udvarba egy rabszolgalány, Musza, akiből hamarosan a király kedvenc felesége vált. Musza i. e. 2-ben megmérgezte az idős Phraatészt és fiával, V. Phraatésszel együtt átvette a birodalom kormányzását.

## Uralkodása
Phraatész II. Oródész király fia volt. Neve a pártus Frahāt (𐭐𐭓𐭇𐭕, "adomány, jutalom") görögösített (Φραάτης) változata. Mai iráni verziója a Farhād (فرهاد).
I. e. 38-ban Phraatész bátyja, az elsőszülött Pakórosz Antiochia közelében elesett a rómaiak ellen vívott csatában. Halála mélyen lesújtotta II. Oródészt, aki hamarosan le is mondott a trónról és átadta azt Phraatésznek. Az öreg király ezt követően hamarosan meg is halt; Cassius Dio a gyásza miatt, de Plutarkhosz azt állítja, hogy Phraatész ölette meg. Phraatész meggyilkoltatta az apjától és feleségétől, Kommagénéi Laodikétől származó valamennyi féltestvérét is, hogy ne léphessenek fel trónkövetelőként. Laodikét feltehetően szintén megölték. Ezután száműzte fivérei támogatóit és a saját ellenlábasait, többek között az arisztokrata Monaiszészt (aki korábban hadvezérként szerzett hírnevet), aki a római fennhatóság alatt álló Szíriában, Marcus Antoniusnál keresett menedéket. Monaiszész sürgette a római triumvirt, hogy támadja meg Parthiát és biztosította róla hogy nem ütközik majd jelentős ellenállásba. Antonius három várost (Larisszát, Hierapoliszt and Arethuszát adott a hadvezérnek és győzelem esetére megígérte neki a pártus trónt. Nagyjából ekkoriban Antonius elfoglalta Jeruzsálemet és kivégeztette a pártusok bábját, II. Antigonosz Mattatiás királyt (őt a Róma-párti Heródes követte). A Pártus Birodalmat és Örményországot összekötő kapcsok is meggyengültek Phraatész tevékenysége és Pakórosz (aki az örmény uralkodóházból kapott feleséget) halála miatt. A pártusok sem vették félvállról Monaiszész elűzését, így végül Phraatész kibékült vele és visszahívta az országba.

### Háború Marcus Antoniusszal

A pártus-római határvidék

A következő évben Antonius Theodosiopolisban gyűjtötte össze a seregeit, II. Artavazdész örmény király pedig átállt a rómaiakhoz. Antonius megtámadta Média Atropaténét, ahol ekkor a pártusokkal szövetséges I. Artavazdész volt az uralkodó. A rómaiak ostrom alá vették a fővárost, Praaszpát (melynek elhelyezkedése ma már nem ismert), de a pártusok lecsaptak az utóvédre, megsemmisítették azt és szétromboltak egy, az ostromhoz szánt hatalmas faltörő kost; ezt követően az örmény segédcsapatok otthagyták a római sereget. Antonius visszavonult Örményországba, eközben a pártusok folyamatosan zaklatták, üldözték a csapatait; végül jókora emberveszteség árán ért vissza Szíriába.
Marcus Antonius csúfos vereségérée (és az i. e. 53-ban vívott katasztrofális carrhaei csatára) még sokáig emlékeztek a rómaiak és a későbbiekben indokot szolgáltatott számukra újabb hadjáratok indítására. Két évvel később, i. e. 34-ben Antonius bosszút állt II. Artavazdész dezertálásért. Miután nem sikerült csapdába csalnia a királyt, bevonult az örmény főváros alá és foglyul ejtette Artavazdészt, Alexandriába vitette és diadalmenetében aranybilincsekben vonultatta fel. A börtönben tartott királyt végül Kleopátra végeztette ki az elvesztett actiumi csata után.
Antonius ezt követően megpróbált szövetséget kötni I. Artavazdész atropaténéi királlyal, akinek ekkorra feszültté vált a viszonya IV. Phraatésszel. A rómaiaknak azonban hamarosan ki kellett vobulniuk Örményországból; egyrészt egy pártus támadás miatt, másrészt nyugaton is fellángolt a polgárháború Octavianusszal. Cassius Dio szerint i. e. 31 körül Phraatész meggyilkoltatta I. Antiokhosz kommagénéi királyt. Antonius és Kleopátra halála után Örményországban a pártusbarát II. Artaxiasz foglalta el a trónt.

### Kései évei

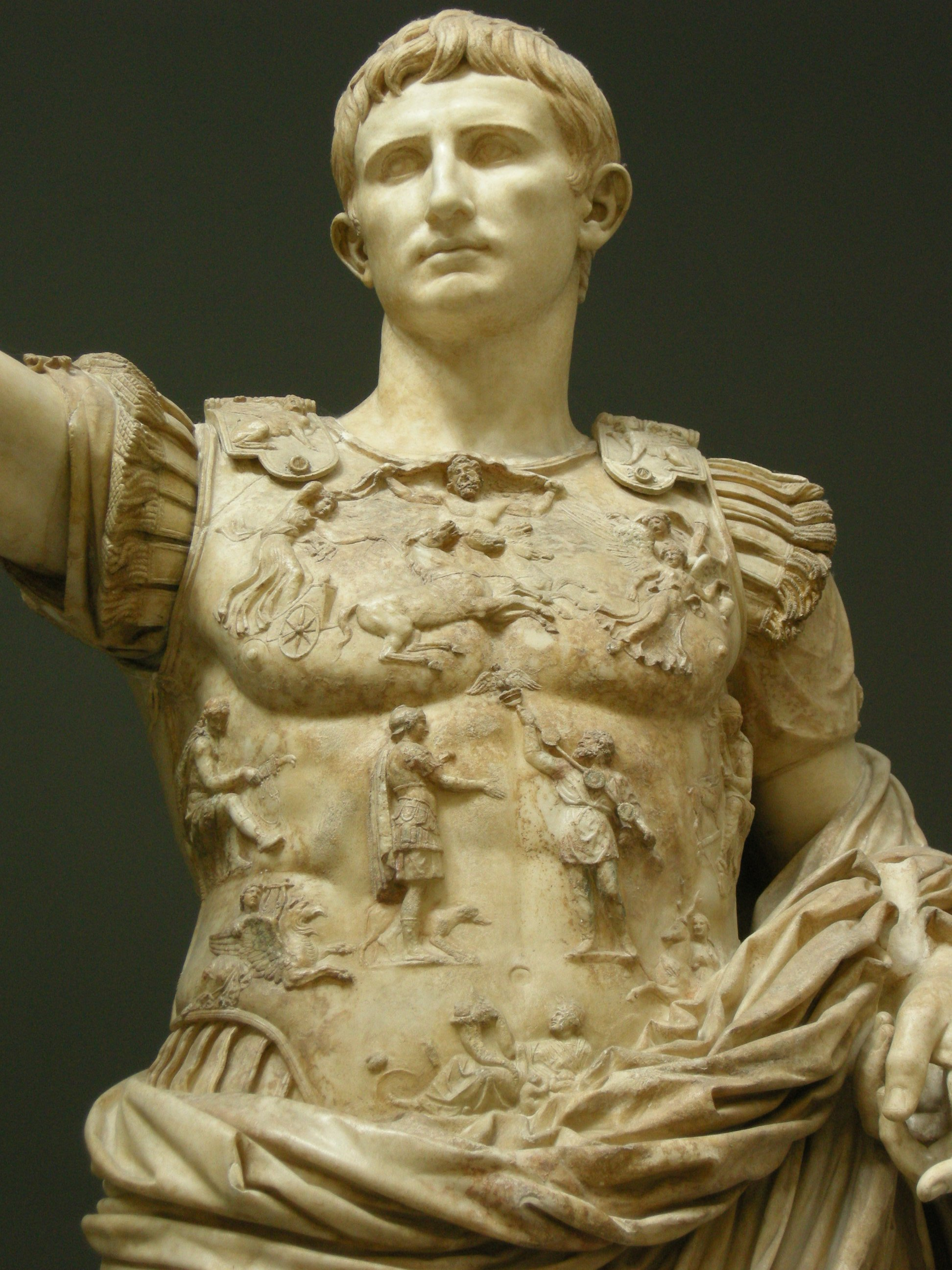
Augustus szobrának mellvértjén az a jelenet látható, amikor a pártusok átadják neki a hadijelvényeket

I. e. 31-ben az actiumi csatát követően Antonius és Kleopátra öngyilkos lett, Octavianus pedig az egész Római Birodalomban konszolidálta hatalmát, majd Augustus néven ő lett az első császár. Nagyjából ebben az időben az uralkodóház egyik hercege, II. Tiridatész elűzte a trónról IV. Phraatészt, aki azonban a nomád szkíták segítségével hamarosan visszaszerezte hatalmát. Tiridatész a rómaiakhoz menekült, túszként magával hurcolva Phraatész egyik fiát. I. e. 20-ban Phraatész a fiáért cserébe visszaadta a rómaiaknak a carrhaei csatában elvesztett hadijelvényeket, valamint a még életben lévő hadifoglyokat. A pártusok ezt igen előnyös megállapodásnak tartották; míg Augustus propagandájában a hadijelvények visszaszerzését politikai győzelemként interpretálta: érmét bocsátott ki ebből az alkalomból, új templomot építtetett a hadijelvényeknek, még híres szobrának mellvértjén is látható ez a jelenet.
Augustus a herceg mellett egy Musza nevű itáliai rabszolgalányt is külödtt Phraatésznak, aki hamarosan a király kedvenc feleségévé vált és fiút szült neki. Egyes feltételezések szerint Muszának az volt a feladata, hogy kémkedjen a rómaiak számára. Phraatésznek ekkor már legalább négy másik felesége volt: Olennieiré, Kleopatra, Baszeirta és Bisztheibanapsz.
I. e. 10-9 körül fia örökösödése érdekében Musza rávette Phraatészt, hogy négy idősebb fiát (Vonónész, Phraatész, Szraszpandész és Rhodaszpész) küldje Rómába, hogy elkerüljék az utódlás körüli konfliktusokat. Augustus önéletrajzában ezt az alkalmat is úgy értelmezte, hogy Parthia alávetette magát Rómának. I. e. 2-ben Musza megmérgezte az öreg királyt és fiával, V. Phraatésszal közösen átvette a hatalmat a Pártus Birodalomban.

## Pénzei

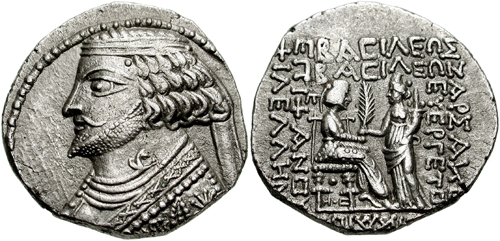
IV. Phraatész pénze

IV. Phraatész és apja idejében a pártus pénzkibocsátás elérte csúcspontját, csak II. Mithridatész veretett hasonló mennyiségű érmét. Phraatész pénzei nagyjából ugyanazt a sémát követi, mint apjáéi. Az érmék elülső oldalán arcképe látható, viszonylag rövid hajjal és szakállal, valamint pödrött bajusszal. Arcvonásai hasonlítanak arra a közel két méteres bronzszoboréra, amelyet Délnyugat-Irán hegyeiben találtak és ma a teheráni Iráni Nemzeti Múzeumban látható. Feje mögött egy, az uralkodói dicsőséget (hvarenah) jelképező vagy vagy Verethragna istent megszemélyesítő ragadozó madár látható, csőrében diadémot, koszorút vagy gyűrűt tart.
A hátoldalon általában egy ülő íjászfigura látható. Egyes esetekben azonban az ülő királynak Tükhé görög istennő nyújt át egy jogart vagy pálmaágat. A pártusok a hellenisztikus ikonográfiát használták saját isteneik ábrázolására, vagyis ez a hatalommal való felruházás jelenetében Tükhé Anahita vagy Asi istenséget jelképezheti. Phraatész titulusai a pénzein: Királyok Királya, Arszakész, Igazságos, Adakozó, Kiváló, Philhellén (a görögök barátja).

## Családja
IV. Phraatész feleségei közül ötnek a neve ismert: Olennieiré, Kleopatra, Baszeirta, Bisztheibanapsz és Musza.
Gyermekei:
- I. Vonónész, a király legidősebb fia, i. sz. 8-12 között pártus király, utána örmény uralkodó
- Phraatész, i. sz. 35-ben trónkövetelő[35]
- Szeraszpandész, Rómába küldték, ott is maradt haláláig[36]
- Rhodaszpész, Rómába küldték, ott is maradt haláláig[36]
- Karen, a Karen-ház (Irán hét nagy nemesi házának egyike) alapítója[37]
- ismeretlen nevű lány, egy daha herceg felesége, II. Artabanosz király anyja[38]
- V. Phraatész (Phraatakész), pártus király i. e. 2 és i. sz. 4 között.[39]

## Further reading
- (2007) „The Parthian Kingship”, 123–134. o.
- Dąbrowa, Edward (2010). „Arsakes Epiphanes. Were the Arsacids Deities "Revealed"?”, 223–231. o.
- Dąbrowa, Edward (2013). „The Parthian Aristocracy: Its Social Position and Political Activity”, 53–62. o.
- Marciak, Michał. Sophene, Gordyene, and Adiabene: Three Regna Minora of Northern Mesopotamia Between East and West. BRILL (2017. március 19.). ISBN 9789004350724
- Olbrycht, Marek Jan (1997). „Parthian King's tiara - Numismatic evidence and some aspects of Arsacid political ideology” 2, 27–61. o.
- Olbrycht, Marek Jan (2015). „Arsacid Iran and the nomads of Central Asia – Ways of cultural transfer”, 333–390. o.
- Shayegan, M. Rahim. Arsacids and Sasanians: Political Ideology in Post-Hellenistic and Late Antique Persia. Cambridge University Press, 1–539. o. (2011). ISBN 9780521766418

## Fordítás
- Ez a szócikk részben vagy egészben  a   Phraates IV című angol Wikipédia-szócikk ezen változatának fordításán alapul.  Az eredeti cikk szerkesztőit annak laptörténete sorolja fel. Ez a jelzés csupán a megfogalmazás eredetét és a szerzői jogokat jelzi, nem szolgál a cikkben szereplő információk forrásmegjelöléseként.

| Előző uralkodó: XV. Arsak | Pártus király I. e. 37 – I. e. 2 | Következő uralkodó: V. Phraatész |